# 瑞文氏標準推理測驗

矩陣推理試題範例

瑞文氏標準推理測驗又稱為瑞文氏圖形推理測驗是一個由英國心理學家John Carlyle Raven在1938年編製的非語文智力測驗，包括了以下三種版本：
1. Raven's Colord Matrices (CPM) ——主要供國小低年級幼童、長者或腦功能障礙患者使用。
2. Raven's Standard Progressive Matrices (SPM) ——供一般兒童使用。
3. Raven's Advanced Progressive Matrices (APM) ——供一般成人使用。

John Carlyle Raven 於1938年在英國第一次出版他的漸進矩陣測驗。他的三個兒子于1972年在蘇格蘭建立測驗出版公司 J C Raven Ltd. 。 在2004年，Harcourt Assessment, Inc.——Harcourt Education的分支機構，取得了J C Raven Ltd所有權。

## 外部連結
- John Raven博士的網站 （页面存档备份，存于）